# 인터내셔널 데이터 그룹
인터내셔널 데이터 그룹(International Data Group, IDG)은 미국 매사추세츠주에 본사를 둔 IT 분야에 특화된 미디어 조사 서비스, 전시회 / 이벤트 운영, 벤처 캐피털 사업을 다루는 기업이다.

## IDG 글로벌 브랜드
- 채널월드
- CIO
- 컴퓨터월드
- 게임프로
- 인터내셔널 데이터 코퍼레이션(IDC)
- 자바월드[1]
- 인포월드
- 맥월드
- 네트워크 월드
- PC월드
- IDG 벤처